# Jean-Alain Fanchone
Jean-Alain Fanchone (Mulhouse, Francia, 2 de septiembre de 1988), futbolista francés, de origen guadalupeño. Juega de defensa y su actual equipo es el Watford de la Football League Championship de Inglaterra, equipo en el cual, está a préstamo desde el Udinese. Se formó en el RC Strasburgo de su país y también jugó en el AC Arles-Avignon. El 30 de diciembre de 2011 es traspasado al Udinese de la Serie A de Italia. En la temporada 2012-2013 jugará cedido a préstamo, en el Watford del ascenso de Inglaterra.

## Selección nacional
Ha sido internacional con la Selección de fútbol de Francia Sub-20.

## Clubes
| Club             | País       | Año           |
| ---------------- | ---------- | ------------- |
| RC Strasburgo    | Francia    | 2008-2010     |
| AC Arles-Avignon | Francia    | 2010-2011     |
| Udinese          | Italia     | 2012          |
| Watford          | Inglaterra | 2012-presente |

## Sitios
- Arles-Avignon.com (enlace roto disponible en Internet Archive; véase el historial, la primera versión y la última). (Francés/Español/Inglés)

- Datos: Q10796
- Multimedia: Jean-Alain Fanchone / Q10796